# Allocrangonyx hubrichti
Allocrangonyx hubrichti är en kräftdjursart som beskrevs av John R. Holsinger 1971. Allocrangonyx hubrichti ingår i släktet Allocrangonyx och familjen Allocrangonyctidae. IUCN kategoriserar arten globalt som sårbar. Inga underarter finns listade i Catalogue of Life.